# PGC 56779
LEDA/PGC 56779 ist eine Spiralgalaxie im Sternbild Herkules vom Hubble-Typ Sbc am Nordsternhimmel. Sie ist schätzungsweise 364 Millionen Lichtjahre von der Milchstraße entfernt und erlebt derzeit eine außergewöhnlich hohe Rate an Sternentstehung – einen Starburst.